# Literaturpreis des Landes Steiermark
Der Literaturpreis des Landes Steiermark ist mit 12.000 Euro dotiert. 1972 wurde er zum ersten Mal verliehen. Von 2002 bis 2004 erfolgte die Vergabe im 2-Jahres-Rhythmus und seit 2004 meist im 3-Jahres-Rhythmus.

## Preisträger
- 1972 Peter Handke
- 1973 Barbara Frischmuth
- 1974 Herbert Zand (posthum verliehen)
- 1975 Gerhard Roth
- 1976 Alfred Kolleritsch
- 1977 Max Hölzer
- 1978 Peter Vujica
- 1979 Grete Scheuer
- 1980 Bernhard Hüttenegger
- 1981 Helmut Eisendle
- 1982 Reinhard P. Gruber
- 1983 Wilhelm Muster
- 1984 Gunter Falk (posthum verliehen)
- 1985 Doris Mühringer
- 1986 Klaus Hoffer
- 1987 Elfriede Jelinek
- 1988 Marianne Fritz
- 1989 Matthias Mander
- 1990 Franz Weinzettl
- 1991 Walter Grond
- 1992 Alfred Paul Schmidt
- 1993 Franz Innerhofer
- 1994 Gloria Kaiser
- 1995 Max Gad
- 1996 Anselm Glück
- 1997 Lilian Faschinger
- 1998 H. C. Artmann
- 1999 Peter Turrini
- 2000 Michael Scharang
- 2001 Melitta Breznik
- 2002 Elfriede Kern
- 2004 Franz Josef Czernin
- 2007 Rosa Pock
- 2010 Gabriel Loidolt
- 2014 Angelika Reitzer
- 2017 Clemens J. Setz[1]
- 2020 Günter Eichberger[2]
- 2022 Radka Denemarková[3]
- 2024 Bodo Hell[4]